# Gorenzen
Gorenzen is een plaats en voormalige gemeente in de Duitse deelstaat Saksen-Anhalt, en maakt deel uit van de Landkreis Mansfeld-Südharz.
Gorenzen telt 350 inwoners.